# Пустой Ярославль
Пустой Ярославль — деревня в Суздальском районе Владимирской области России, входит в состав Новоалександровского сельского поселения.

## География
Деревня расположена в 8 км на запад от центра поселения села Новоалександрово и в 20 км на северо-запад от Владимира.

## История
Впервые село Ярославль упоминается в жалованной грамоте царя и великого князя Иоанна Васильевича митрополиту Московскому Симону в 1504 году о неподсудности митрополичьих сел и деревень. В конце XVI столетия по «жалованной грамоте патриарха Иова 1597 года» «жеребьем» села Ярославля владел боярин Федор Рагозин. В 1628 году это право на владение за боярином Рагозиным было подтверждено жалованной ему грамотой патриарха Филарета. После смерти боярина Федора Рагозина в 1630 году, право владения «жалованной грамотой патриарха Филарета 1631 года» дано было его детям: Никите и Андрею Рагозиным.
В конце XIX — начале XX века деревня входила в состав Петроковской волости Владимирского уезда, с 1926 года — в составе Стародворской волости. В 1859 году в деревне числилось 24 дворов, в 1905 году — 44 дворов, в 1926 году — 73 хозяйств.
С 1929 года деревня являлась центром Пусто-Ярославского сельсовета Ставровского района, с 1932 года — в составе Фомицинского сельсовета Собинского района, с 1945 года — в составе Ставровского района, с 1965 года — в составе Суздальского района, с 1966 года — в составе Клементьевского сельсовета, с 2005 года — в составе Новоалександровского сельского поселения.

## Население
| 1859 | 1905 | 1926 |
| ---- | ---- | ---- |
| 229  | 284  | 354  |

| 1859 | 1905 | 1926 | 2002 | 2010 | 2021 |
| ---- | ---- | ---- | ---- | ---- | ---- |
| 229  | ↗284 | ↗354 | ↘0   | →0   | ↗10  |